# Teatro Cucinelli
Il Teatro Cucinelli si trova nel borgo medievale di Solomeo, presso Corciano in provincia di Perugia, a ridosso della chiesa parrocchiale. Deve il nome allo stilista e imprenditore Brunello Cucinelli che volle la costruzione, di impostazione classica, dopo aver acquistato nel 1985 i ruderi del castello locale.

## Descrizione
Dietro la restaurata chiesa di San Bartolomeo, un cancello aperto, "vigilato" da due grandi aquile in terracotta site sui pilastri di sostegno, fa emergere una scena inaspettata: il cosiddetto Foro delle Arti, ideato dal Cucinelli, assiduo lettore dei Colloqui con sé stesso, dell'imperatore Marco Aurelio, l'ultimo grande esponente dello stoicismo.

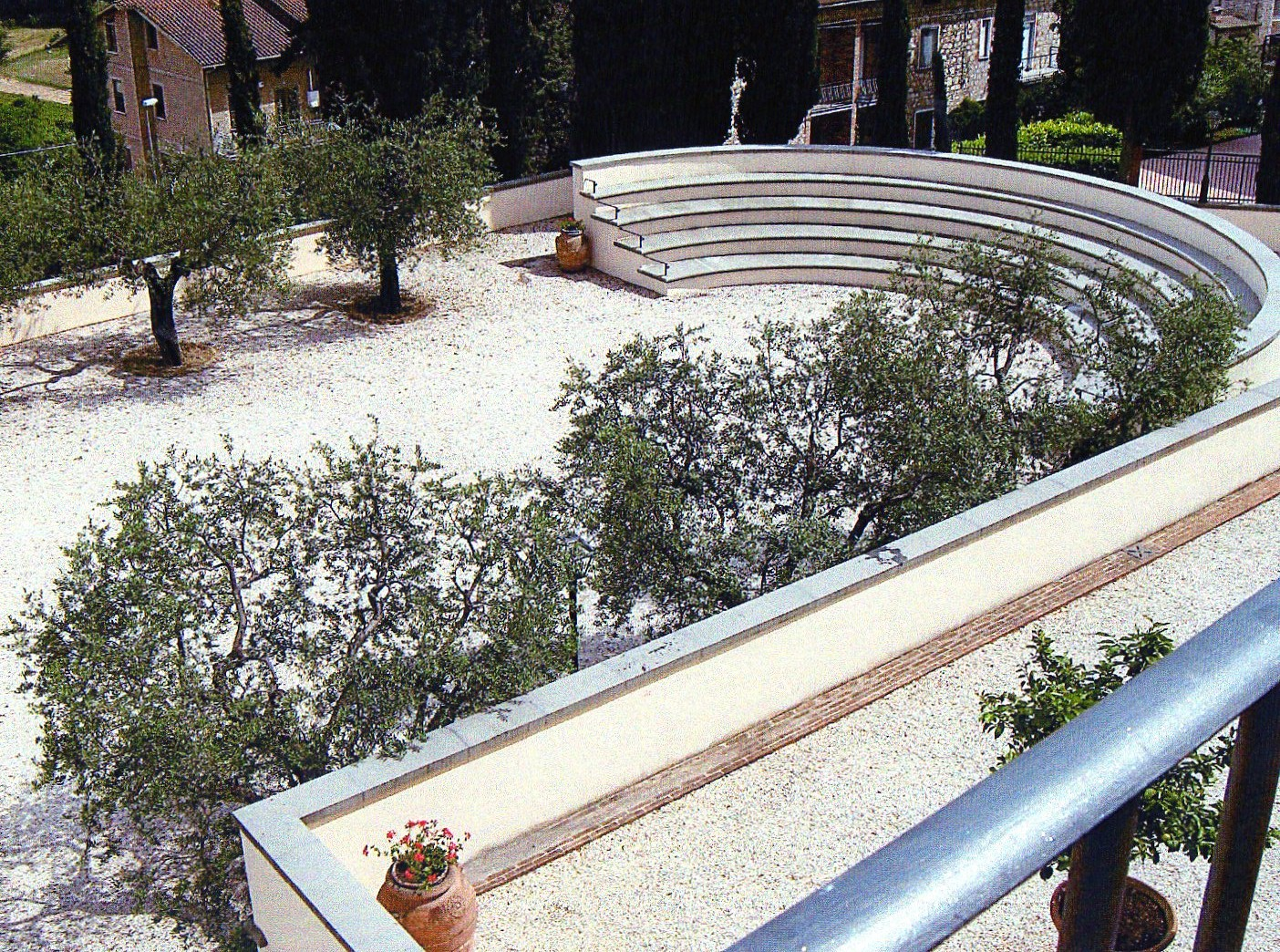
L'anfiteatro

Il teatro che appare al visitatore rappresenta l'opera architettonica basilare di questo armonioso giardino dei filosofi che comprende altresì un ninfeo, il ginnasio (cioè il centro della grecità dove si tenevano conferenze, feste, lezioni, conferenze), l'accademia neoumanistica e l'ippodromo, capace di ospitare cinquecento persone. L'edificio, con copertura in mattoni a padiglione, di forma rettangolare, in muratura e pietre a vista (materiale arenoso di grana fina, disposto a lamine) è lungo 38 metri, largo 13 e alto 10. L'ingresso principale è caratterizzato da un vestibolo arcuato in stile classico, sormontato dallo stemma dell'accademia: un breve percorso in un corridoio conduce alla sala della platea, circondata da gradini. La volta è a travature scoperte.
L'edificio è stato progettato dall'architetto romano Massimo De Vico Fallani che, secondo le indicazioni del committente, si è ispirato al Farnese di Parma, all'Olimpico di Vicenza e, soprattutto, al Teatro all'Antica di Sabbioneta, realizzato nel 1590 da Vincenzo Scamozzi su disposizione del duca Vespasiano Gonzaga che agognava la creazione di una città ideale. Dal palcoscenico del teatro di Solomeo, largo dodici metri, si apprezza maggiormente l'armoniosa visuale della platea che termina con otto pannelli dove, in altrettante nicchie, sono collocati i busti di poeti e filosofi: sopra si estende la galleria protetta da una balaustra lignea.
Davanti alla costruzione, immersa in un bosco, si nota l'anfiteatro, destinato alle rappresentazioni estive all'aperto. Il teatro, cui è annessa una ricca biblioteca di testi occidentali ed orientali, è stato inaugurato, dopo due anni di approntamento, il 3 settembre 2008 con il lavoro Nel bosco degli spiriti, diretto da Luca Ronconi e tratto da un libro dello scrittore nigeriano Amos Tutuola.